# Studio 4°C
STUDIO4°C (jap. 株式会社スタジオよんどしい Kabushiki-Gaisha Sutajio Yondo Shii) – japońskie studio animacji utworzone przez Eiko Tanakę w 1986 r. Nazwa pochodzi od temperatury, w której woda ma największą gęstość.

## Twórczość

### Filmy
- Memories (1995)
- Spriggan (1998)
- Princess Arete (2001)
- Mind Game (2004)
- Steamboy (2005)
- Tekkonkinkreet (2006)
- Sachiko (????)
- Pierwszy oddział: Moment prawdy (2009)
- Fortuna sprzyja pani Nikuko (2021)

### Serie telewizyjne
- Uraroji Diamond (2000)
- Piroppo (2001)
- Super Robot Monkey Team Hyperforce Go! (2004)
- Tweeny Witches (2004)
- Kimagure Robot (2004)
- Ani*Kuri15 (2007)
- Transformers Animated (2008)
- ThunderCats (2011)

### OVA
- Tobira O Akete (1995)
- Debutante Detective Corps (1996)
- Noiseman Sound Insect (1997)
- Eternal Family (1997)
- Animatrix – segment Historia ucznia (2003)
- Hijikata Toshizō: Shiro no kiseki (2004)
- Batman: Rycerz Gotham segmenty Have I Got a Story for You i Working Through Pain (2008)
- Detroit Metal City (2008)
- Street Fighter IV: Aratanaru kizuna (2009)
- Halo: Legendy – segmenty The Babysitter i Origins (2010)

### Teledyski
- Ken Ishii – "Extra" (1996)
- The Bluetones – "Four Day Weekend" (1998)
- Glay – "Survival" (1999)
- Ayumi Hamasaki – "Connected" (2002)
- Ligalize – "Pierwyj otrjad" (2005)
- Hikaru Utada – "Passion" (2006)

### Filmy krótkometrażowe
- Gondora (1998)
- Digital Juice (2001)
- Jigen Loop (2001)
- Sweat Punch (5 filmów, 2001-2002. wydane na DVD w 2007 r.) – Dan poetori kyōshu no yūutsu, End of the World, Kigeki, Higan i Garakuta no machi
- Amazing Nuts! Part 1 – Global Astroliner (2006)
- Amazing Nuts! Part 2 – Glass Eyes (2006)
- Amazing Nuts! Part 3 – Kung Fu Love – Even If You Become the Enemy of the World (2006)
- Amazing Nuts! Part 4 – Joe and Marilyn (2006)
- Tamala's "Wild Party" (2007)
- Genius Party (7.07.2007) kolekcja siedmiu filmów krótkometrażowych
- Genius Party Beyond (15.02.2008) kolekcja pięciu filmów krótkometrażowych
- The Babysitter (2009)
- My Last Day (2011) – stworzone we współpracy z The JESUS Film Project, Brethren Entertainment i Barry Cook

### Gry komputerowe
- Ace Combat 04: Shattered Skies (2001)
- Summon Night 3 (2003)
- Rogue Galaxy (2005)
- Lunar Knights (2006)
- Jeanne D'Arc (2006)
- .hack//Link (2010)
- Catherine (2011)
- Kid Icarus: Uprising (planowana premiera – 2012)